# 성원중학교
성원중학교(聖元中學校)는 대한민국 서울특별시 성동구 성수동2가에 있는 공립 중학교이다.

## 학교 연혁
- 1968년 8월 6일 : (공립)성수여자중학교 인가
- 1968년 10월 11일 : 초대 김영하 교장 취임
- 1969년 3월 3일 : 개교식 및 입학식 거행(12학급 840명)
- 2001년 3월 1일 : 성원중학교로 교명 변경(남.여공학 전환)
- 2002년 7월 5일 : 제7차 교육과정 정보관 개관
- 2009년 4월 17일 : 학교 증.개축 준공식
- 2017년 8월 31일 : ‘성원아트홀’ 개관
- 2021년 9월 1일 : 제19대 안영호 교장 취임
- 2023년 1월 5일 : 제52회 졸업식(88명 배출, 누계 25,153명)

## 참고 자료
- 성원중학교 - 한국교육학술정보원 학교알리미